# Adji-boto
Adji-boto is een traditioneel mankala-spel dat gespeeld wordt door de Saramaccaners, een boscreolenvolk dat op de oevers van de Saramacca in Suriname leeft. Het is vergelijkbaar met sommige mancalas die in West-Afrika gespeeld worden, met name in Benin. Het kan beschouwd worden als een variant van hde Wari-spel. Dit is het meest wijdverspreide mankalaspel dat in de Amerika's aangetroffen wordt.
Het spel speelt een belangrijke rol in het gemeenschapsleven van de Saramaccaners en het is vooral verbonden met begrafenisrituelen. Na iemands dood wordt het tien dagen lang voor de begrafenis gespeeld. 's Nachts wordt het bord buiten gelaten. De bedoeling is de yorkas, de geesten van de dood aan te trekken en hen het spel te laten spelen. De geesten worden zo het dorp ingelokt zodat ze de geest van de overledene uiteindelijk in hum midden zullen opnemen. Het bord kan alleen door weduwen vervaardigd worden.